# دار عز الدين (حفاش)

تعديل مصدري - تعديل

دار عز الدين هي إحدى قرى عزلة الذارى بمديرية حفاش التابعة لمحافظة المحويت، بلغ تعداد سكانها 281 نسمة حسب تعداد اليمن لعام 2004.